# Невідомський Олександр Єгорович
Олександр Єгорович Невідомський (17 березня 1918 — ?) — український радянський діяч, бригадир слюсарів-складальників Старокраматорського машинобудівного заводу імені Серго Орджонікідзе Донецької області. Депутат Верховної Ради СРСР 5—6-го скликань.

## Біографія
Народився в селянській родині. Освіта неповна середня.
У 1935—1938 роках — слюсар Краматорського металургійного заводу імені Куйбишева Донецької (Сталінської) області.
У 1938—1945 роках — у Червоній армії, учасник німецько-радянської війни.
У 1945—1947 роках — слюсар механічного цеху, з 1947 року — бригадир слюсарів-складальників механічного цеху № 5 Старокраматорського машинобудівного заводу імені Серго Орджонікідзе Сталінської (Донецької) області.
Член КПРС з 1962 року.
Потім — на пенсії в місті Краматорську Донецької області.

## Нагороди
- ордени
- медалі